# 栃木県道343号蛭畑須佐木線
栃木県道343号蛭畑須佐木線（とちぎけんどう343ごう ひるはたすさぎせん）は、栃木県大田原市内を通過する一般県道である。

## 概要

### 路線データ
- 総延長：11.901km[1]
- 実延長：8.963km[1]
- 起点：栃木県大田原市蛭畑（蛭畑交差点＝国道400号交点）
- 終点：栃木県大田原市須佐木（国道461号交点）
- 認定：1996年（平成8年）4月1日

## 歴史

### 年表
- 1996年（平成8年）4月1日 - 一般県道として認定。

## 路線状況

### 交通量
24時間自動車類交通量（台/日）
- 大田原市蛭田1-74：1,845

### 重複区間
- 栃木県道27号那須黒羽茂木線（大田原市片田-亀久間重複）

## 地理

### 通過する自治体
- 栃木県
  - 大田原市

### 交差する道路
| 交差する道路               | 交差する道路               | 交差点名 | 交差点名       |
| -------------------------- | -------------------------- | -------- | -------------- |
| 国道400号                  | 国道400号                  | 大田原市 | 蛭畑           |
| 国道294号                  | 国道294号                  | 大田原市 | 笠石神社       |
| 栃木県道27号那須黒羽茂木線 | 栃木県道298号小口黒羽線    | 大田原市 | 片田           |
| -（屈折）                  | 栃木県道27号那須黒羽茂木線 | 大田原市 | （亀久地内）   |
| 国道461号                  | 国道461号                  | 大田原市 | （須佐木地内） |